# Slavko Jež
Slavko Jež, slovenski politik in urednik, * 3. november 1920, Podnanos, † 21. april 1990, Slavina.

## Življenje in delo
Ljudsko šolo je obiskoval v Št. Vidu pri Vipavi, sedaj Podnanos. Tu je obiskoval tudi dve leti večerno meščansko šolo, po osvoboditvi pa  v Beogradu politično šolo. Italijansko vojsko je služil v letih 1940−1943, najprej v pokrajini Traviso, od junija 1940 pa na Siciliji. Narodnoosvobodilni borbi se je pridružil 12. avgusta 1943. V Gradnikovi brigadi je bil najprej pomočnik političnega komisarja čete, od oktobra do sredine novembra 1943 je obiskoval politični tečaj na Vojskem, potem pa je do konca vojne kot politični komisar opravljal razne dolžnosti na Primorskem. Po osvoboditvi je bil od 9. julija do 9. septembra vodja odseka 4. brigade KNOJ, potem pa do 29. novembra 1945 v tej brigadi vodja oborožitvenega oddelka. Po šolanju v Beogradu je imel kot partijski funkcionar razne politične, gospodarske, organizacijske in propagandne zadolžitve v Postojni, Ilirski Bistrici, Ljubljani in Sežani. V letih 1957−1960 je bil predsednik Občinskega ljudskega odbora Ajdovščina, potem predsednik Okrajnega ljudskega odbora Nova Gorica. Leta 1962 je bil kratek čas upravnik Splošne bolnišnice »Dr. Franca Derganca« v Novi Gorici, po selitvi v Koper pa je postal direktor in glavni urednik Primorskih novic, kar je ostal do upokojitve leta 1969.